# Comuna de Międzybórz
Międzybórz (polaco: Gmina Międzybórz) é uma gminy (comuna) na Polónia, na voivodia de Baixa Silésia e no condado de Oleśnicki. A sede do condado é a cidade de Międzybórz.
De acordo com os censos de 2004, a comuna tem 4988 habitantes, com uma densidade 56,3 hab/km².

## Área
Estende-se por uma área de 88,62 km², incluindo:
- área agrícola: 47%
- área florestal: 41%

## Demografia
Dados de 30 de Junho 2004:
|                      | Total   | Total | Mulheres | Mulheres | Homens  | Homens |
| -------------------- | ------- | ----- | -------- | -------- | ------- | ------ |
|                      | pessoas | %     | pessoas  | %        | pessoas | %      |
| População            | 4988    | 100   | 2527     | 50,7     | 2461    | 49,3   |
| Densidade (pop./km²) | 56,3    | 100   | 28,5     | 28,5     | 27,8    | 27,8   |

De acordo com dados de 2002, o rendimento médio per capita ascendia a 1271,84 zł.

## Subdivisões
- Bąków, Bukowina Sycowska, Dziesławice, Hałdrychowice, Kamień, Klonów, Kraszów, Królewska Wola, Ligota Rybińska, Niwki Kraszowskie, Niwki Książęce, Ose, Oska Piła.

## Comunas vizinhas
- Kobyla Góra, Sośnie, Syców, Twardogóra.